# Mycomya mathesoni
Mycomya mathesoni är en tvåvingeart som beskrevs av Coher 1950. Mycomya mathesoni ingår i släktet Mycomya och familjen svampmyggor. Inga underarter finns listade i Catalogue of Life.